# FIVB World League 2013
De FIVB World League 2013 is een  internationale volleybalcompetitie voor mannen. Ze werd tussen 31 mei 2013 en 21 juli 2013 gespeeld tussen achttien landen.

## Deelnemende landen
| Competitie                                                      | Datum                               | Locatie | Aantal plaatsen | Gekwalificeerd                                                             |
| --------------------------------------------------------------- | ----------------------------------- | ------- | --------------- | -------------------------------------------------------------------------- |
| Rechtstreeks gekwalificeerd namens Noord-Amerika & Zuid-Amerika | -                                   | -       | 5               | Argentinië Brazilië Canada Cuba Verenigde Staten                           |
| Rechtstreeks gekwalificeerd namens Azië                         | -                                   | -       | 2               | Zuid-Korea Japan                                                           |
| Rechtstreeks gekwalificeerd namens Europa                       | -                                   | -       | 9               | Polen Bulgarije Duitsland Frankrijk Rusland Servië Italië Finland Portugal |
| Kwalificatie FIVB World League 2013                             | 24 augustus 2012 - 9 september 2012 | Divers  | 2               | Nederland Iran                                                             |

## Groepsindeling
| Groep A                                                                                 | Groep B                                                             | Groep C                                                                          |
| --------------------------------------------------------------------------------------- | ------------------------------------------------------------------- | -------------------------------------------------------------------------------- |
| Brazilië (1) Polen (4) Verenigde Staten (5) Bulgarije (8) Argentinië (9) Frankrijk (15) | Rusland (2) Italië (3) Cuba (6) Servië (7) Duitsland (10) Iran (14) | Canada (18) Zuid-Korea (24) Finland (30) Nederland (36) Portugal (36) Japan (19) |

- Positie op de FIVB wereldranglijst staat tussen haakjes

## Intercontinentale ronde
Het gastland voor de final four, de nummer 1 en 2 van Groep A, de top 2 van Groep B en de groepswinnaar van Groep C plaatsten zich voor de eindronde.
Puntenverdeling
- bij winst met 3-0 of 3-1 :3 punten voor de winnaar ; 0 punten voor de verliezer
- bij winst met 3-2 : 2 punten voor de winnaar ; 1 punt voor de verliezer

### Groep A
|      |                  |     | Wedstrijden | Wedstrijden | Sets | Sets | Sets |
| Rank | Team             | Pts | W           | L           | W    | L    |      |
| ---- | ---------------- | --- | ----------- | ----------- | ---- | ---- | ---- |
| 1    | Brazilië         | 25  | 9           | 1           | 28   | 11   |      |
| 2    | Bulgarije        | 19  | 7           | 3           | 23   | 15   |      |
| 3    | Frankrijk        | 15  | 5           | 5           | 21   | 23   |      |
| 4    | Polen            | 14  | 4           | 6           | 21   | 24   |      |
| 5    | Verenigde Staten | 12  | 4           | 6           | 18   | 21   |      |
| 6    | Argentinië       | 5   | 1           | 9           | 11   | 28   |      |

#### Week 1
| Datum |                  | Score |            | Set 1 | Set 2 | Set 3 | Set 4 | Set 5 | Totaal  |
| ----- | ---------------- | ----- | ---------- | ----- | ----- | ----- | ----- | ----- | ------- |
| 7 jun | Polen            | 1-3   | Brazilië   | 22-25 | 20-25 | 25-22 | 15-25 |       | 82-97   |
| 7 jun | Frankrijk        | 2-3   | Bulgarije  | 21-25 | 25-14 | 25-21 | 22-25 | 11-15 | 104-100 |
| 7 jun | Verenigde Staten | 1-3   | Argentinië | 18-25 | 21-25 | 25-22 | 24-26 |       | 88-98   |
| 8 jun | Verenigde Staten | 3-1   | Argentinië | 22-25 | 27-25 | 25-19 | 25-16 |       | 99-85   |
| 9 jun | Frankrijk        | 0-3   | Bulgarije  | 24-26 | 29-31 | 20-25 |       |       | 73-82   |
| 9 jun | Polen            | 2-3   | Brazilië   | 26-28 | 22-25 | 25-23 | 25-20 | 10-15 | 108-111 |

#### Week 2
| Datum  |                  | Score |           | Set 1 | Set 2 | Set 3 | Set 4 | Set 5 | Totaal  |
| ------ | ---------------- | ----- | --------- | ----- | ----- | ----- | ----- | ----- | ------- |
| 14 jun | Argentinië       | 0–3   | Brazilië  | 20-25 | 21-25 | 15-25 |       |       | 56–75   |
| 14 jun | Verenigde Staten | 3-0   | Frankrijk | 25-15 | 29-27 | 25-16 |       |       | 79–58   |
| 15 jun | Argentinië       | 0-3   | Brazilië  | 21-25 | 25-27 | 13-25 |       |       | 59-77   |
| 15 jun | Verenigde Staten | 3-2   | Frankrijk | 22-25 | 25-22 | 24-26 | 30-28 | 15-9  | 116-110 |

#### Week 3
| Datum  |           | Score |            | Set 1 | Set 2 | Set 3 | Set 4 | Set 5 | Totaal  |
| ------ | --------- | ----- | ---------- | ----- | ----- | ----- | ----- | ----- | ------- |
| 21 jun | Frankrijk | 3-2   | Polen      | 25-23 | 21-25 | 22-25 | 25-21 | 15-11 | 108-105 |
| 22 jun | Bulgarije | 3-0   | Argentinië | 25-18 | 25-21 | 25-16 |       |       | 75-55   |
| 23 jun | Frankrijk | 3-2   | Polen      | 25-21 | 23-25 | 25-20 | 21-25 | 15-13 | 109-104 |
| 23 jun | Bulgarije | 3-1   | Argentinië | 17-25 | 25-19 | 25-21 | 31-29 |       | 98-94   |

#### Week 4
| Datum  |                  | Score |            | Set 1 | Set 2 | Set 3 | Set 4 | Set 5 | Totaal  |
| ------ | ---------------- | ----- | ---------- | ----- | ----- | ----- | ----- | ----- | ------- |
| 28 jun | Brazilië         | 3-2   | Frankrijk  | 25-20 | 25-19 | 22-25 | 21-25 | 15-12 | 108–101 |
| 28 jun | Polen            | 3-2   | Argentinië | 26-24 | 19-25 | 19-25 | 25-17 | 15-8  | 104–99  |
| 28 jun | Verenigde Staten | 3-0   | Bulgarije  | 25-19 | 25-22 | 25-21 |       |       | 75–62   |
| 29 jun | Brazilië         | 1-3   | Frankrijk  | 27-29 | 25-23 | 22-25 | 19-25 |       | 93-102  |
| 29 jun | Verenigde Staten | 1-3   | Bulgarije  | 20-25 | 25-18 | 23-25 | 21-25 |       | 89-93   |
| 30 jun | Polen            | 3-1   | Argentinië | 18-25 | 25-21 | 26-24 | 25-17 |       | 94-87   |

#### Week 5
| Datum |            | Score |                  | Set 1 | Set 2 | Set 3 | Set 4 | Set 5 | Totaal  |
| ----- | ---------- | ----- | ---------------- | ----- | ----- | ----- | ----- | ----- | ------- |
| 5 jul | Brazilië   | 3-1   | Bulgarije        | 24-26 | 25-17 | 25-20 | 25-23 |       | 99–86   |
| 5 jul | Polen      | 3-2   | Verenigde Staten | 25-22 | 19-25 | 13-25 | 30-28 | 18-16 | 105–116 |
| 5 jul | Argentinië | 2-3   | Frankrijk        | 18-25 | 18-25 | 25-17 | 25-22 | 11-15 | 97–104  |
| 6 jul | Brazilië   | 3-1   | Bulgarije        | 19-25 | 25-21 | 25-17 | 25-19 |       | 94–82   |
| 7 jul | Polen      | 3-1   | Verenigde Staten | 25-23 | 17-25 | 25-21 | 25-23 |       | 92–92   |
| 7 jul | Argentinië | 1-3   | Frankrijk        | 23-25 | 20-25 | 25-22 | 19-25 |       | 87–97   |

#### Week 6
| Datum  |           | Score |                  | Set 1 | Set 2 | Set 3 | Set 4 | Set 5 | Totaal  |
| ------ | --------- | ----- | ---------------- | ----- | ----- | ----- | ----- | ----- | ------- |
| 12 jul | Bulgarije | 3-0   | Polen            | 25-21 | 25-21 | 25-21 |       |       | 75-43   |
| 13 jul | Brazilië  | 3-1   | Verenigde Staten | 25-22 | 25-18 | 20-25 | 28-26 |       | 98–91   |
| 13 jul | Bulgarije | 3-2   | Polen            | 20-25 | 23-25 | 25-21 | 25-21 | 19-17 | 112–109 |
| 14 jul | Brazilië  | 3-0   | Verenigde Staten | 25-21 | 26-24 | 25-23 |       |       | 76–68   |

### Groep B
|      |           |     | Wedstrijden | Wedstrijden | Sets | Sets | Sets |
| Rank | Team      | Pts | W           | L           | W    | L    |      |
| ---- | --------- | --- | ----------- | ----------- | ---- | ---- | ---- |
| 1    | Italië    | 19  | 7           | 2           | 24   | 13   |      |
| 2    | Rusland   | 19  | 7           | 3           | 25   | 16   |      |
| 5    | Duitsland | 17  | 5           | 5           | 21   | 19   |      |
| 3    | Servië    | 16  | 5           | 5           | 22   | 22   |      |
| 5    | Iran      | 15  | 5           | 5           | 20   | 21   |      |
| 6    | Cuba      | 4   | 1           | 9           | 9    | 28   |      |

#### Week 1
| Datum |         | Score |           | Set 1 | Set 2 | Set 3 | Set 4 | Set 5 | Totaal |
| ----- | ------- | ----- | --------- | ----- | ----- | ----- | ----- | ----- | ------ |
| 7 jun | Rusland | 3-0   | Iran      | 25-21 | 25-22 | 25-17 |       |       | 75-60  |
| 7 jun | Italië  | 3-0   | Duitsland | 25-15 | 25-23 | 25-21 |       |       | 75-59  |
| 7 jun | Cuba    | 1-3   | Servië    | 17-25 | 21-25 | 25-21 | 20-25 |       | 83-96  |
| 8 jun | Rusland | 3-1   | Iran      | 25-23 | 25-22 | 17-25 | 25-18 |       | 92-88  |
| 8 jun | Cuba    | 1-3   | Servië    | 24-26 | 22-25 | 25-18 | 21-25 |       | 92-94  |
| 9 jun | Italië  | 3-2   | Duitsland | 22-25 | 19-25 | 25-17 | 26-14 | 15-6  | 107-97 |

#### Week 2
| Datum  |         | Score |        | Set 1 | Set 2 | Set 3 | Set 4 | Set 5 | Totaal  |
| ------ | ------- | ----- | ------ | ----- | ----- | ----- | ----- | ----- | ------- |
| 14 jun | Rusland | 3-0   | Servië | 29-27 | 25-14 | 25-20 |       |       | 79-61   |
| 14 jun | Italië  | 3-0   | Cuba   | 25-20 | 25-17 | 25-23 |       |       | 75-60   |
| 15 jun | Rusland | 3-2   | Servië | 25-23 | 24-26 | 22-25 | 25-18 | 15-8  | 111-100 |
| 16 jun | Italië  | 3-0   | Cuba   | 25-23 | 25-18 | 25-19 |       |       | 75-60   |

#### Week 3
| Datum  |           | Score |        | Set 1 | Set 2 | Set 3 | Set 4 | Set 5 | Totaal  |
| ------ | --------- | ----- | ------ | ----- | ----- | ----- | ----- | ----- | ------- |
| 21 jun | Iran      | 2-3   | Servië | 24-26 | 23-25 | 25-17 | 25-14 | 16-18 | 113-100 |
| 21 jun | Rusland   | 1-3   | Italië | 24-26 | 30-28 | 20-25 | 17-25 |       | 91-104  |
| 22 jun | Rusland   | 3-2   | Italië | 25-23 | 25-23 | 26-28 | 23-25 | 15-12 | 114-111 |
| 22 jun | Duitsland | 3-0   | Cuba   | 25-18 | 25-19 | 25-16 |       |       | 75-53   |
| 23 jun | Iran      | 3-2   | Servië | 25-20 | 24-26 | 23-25 | 25-22 | 15-12 | 112-105 |
| 23 jun | Duitsland | 3-1   | Cuba   | 25-23 | 25-22 | 24-26 | 25-23 |       | 99-94   |

#### Week 4
| Datum  |        | Score |           | Set 1 | Set 2 | Set 3 | Set 4 | Set 5 | Totaal  |
| ------ | ------ | ----- | --------- | ----- | ----- | ----- | ----- | ----- | ------- |
| 28 jun | Italië | 1-3   | Iran      | 23-25 | 22-25 | 25-22 | 30-34 |       | 100–104 |
| 28 jun | Cuba   | 0-3   | Rusland   | 20-25 | 23-25 | 23-25 |       |       | 66–75   |
| 29 jun | Servië | 1-3   | Duitsland | 20-25 | 21-25 | 25-21 | 21-25 |       | 87–96   |
| 29 jun | Cuba   | 3-1   | Rusland   | 25-23 | 20-25 | 25-20 | 25-22 |       | 95–90   |
| 30 jun | Italië | 3-2   | Iran      | 25–22 | 25–20 | 20–25 | 18-25 | 15–13 | 103–105 |
| 30 jun | Servië | 3-2   | Duitsland | 23-25 | 25-19 | 25-22 | 21-25 | 15-12 | 109–103 |

#### Week 5
| Datum |           | Score |         | Set 1 | Set 2 | Set 3 | Set 4 | Set 5 | Totaal  |
| ----- | --------- | ----- | ------- | ----- | ----- | ----- | ----- | ----- | ------- |
| 5 jul | Duitsland | 2-3   | Rusland | 25-21 | 25-18 | 22-25 | 16-25 | 7-15  | 95–104  |
| 5 jul | Cuba      | 2-3   | Iran    | 26-24 | 25-19 | 19-25 | 22-25 | 14-16 | 106–109 |
| 6 jul | Servië    | 2-3   | Italië  | 25-20 | 22-25 | 25-21 | 22-25 | 17-19 | 111–110 |
| 6 jul | Duitsland | 3-2   | Rusland | 25-21 | 25-21 | 18-25 | 23-25 | 18-16 | 109–108 |
| 6 jul | Cuba      | 1-3   | Iran    | 25-22 | 20-25 | 18-25 | 22-25 |       | 85–97   |
| 7 jul | Servië    | 3-1   | Italië  | 28-26 | 17-25 | 25-23 | 25-19 |       | 95–93   |

#### Week 6
| Datum  |      | Score |           | Set 1 | Set 2 | Set 3 | Set 4 | Set 5 | Totaal |
| ------ | ---- | ----- | --------- | ----- | ----- | ----- | ----- | ----- | ------ |
| 12 jul | Iran | 3-0   | Duitsland | 25-19 | 25-18 | 25-20 |       |       | 75-57  |
| 13 jul | Iran | 0-3   | Duitsland | 21-25 | 23-25 | 22-25 |       |       | 66-75  |

### Groep C
|      |            |     | Wedstrijden | Wedstrijden | Sets | Sets | Sets |
| Rank | Team       | Pts | W           | L           | W    | L    |      |
| ---- | ---------- | --- | ----------- | ----------- | ---- | ---- | ---- |
| 1    | Canada     | 23  | 8           | 2           | 26   | 11   |      |
| 2    | Nederland  | 22  | 7           | 3           | 25   | 14   |      |
| 3    | Zuid-Korea | 13  | 4           | 6           | 16   | 22   |      |
| 4    | Finland    | 12  | 4           | 6           | 18   | 21   |      |
| 5    | Portugal   | 11  | 4           | 6           | 16   | 24   |      |
| 6    | Japan      | 8   | 3           | 7           | 16   | 25   |      |

#### Week 1
| Datum  |            | Score |           | Set 1 | Set 2 | Set 3 | Set 4 | Set 5 | Totaal  |
| ------ | ---------- | ----- | --------- | ----- | ----- | ----- | ----- | ----- | ------- |
| 31 mei | Finland    | 3-0   | Portugal  | 25-13 | 29-27 | 25-19 |       |       | 79-59   |
| 31 mei | Canada     | 3-1   | Nederland | 25-22 | 22-25 | 27-25 | 27-25 |       | 101-97  |
| 1 jun  | Zuid-Korea | 3-1   | Japan     | 25-22 | 25-20 | 25-22 | 25-18 |       | 96-86   |
| 1 jun  | Finland    | 2-3   | Portugal  | 25-23 | 23-25 | 23-25 | 25-23 | 12-15 | 108-111 |
| 1 jun  | Canada     | 1-3   | Nederland | 22-25 | 17-25 | 25-20 | 23-25 |       | 87-95   |
| 2 jun  | Zuid-Korea | 3-1   | Japan     | 25-21 | 25-23 | 11-25 | 25-22 |       | 86-91   |

#### Week 2
| Datum |            | Score |          | Set 1 | Set 2 | Set 3 | Set 4 | Set 5 | Totaal  |
| ----- | ---------- | ----- | -------- | ----- | ----- | ----- | ----- | ----- | ------- |
| 7 jun | Canada     | 3-0   | Portugal | 25-19 | 25-19 | 25-18 |       |       | 75-56   |
| 8 jun | Zuid-Korea | 0-3   | Finland  | 23-25 | 23-25 | 20-25 |       |       | 66-75   |
| 8 jun | Nederland  | 3-1   | Japan    | 19-25 | 25-20 | 25-22 | 25-18 |       | 94-85   |
| 8 jun | Canada     | 1-3   | Portugal | 19-25 | 25-20 | 18-25 | 23-25 |       | 85-95   |
| 9 jun | Zuid-Korea | 2-3   | Finland  | 25-23 | 18-25 | 24-26 | 25-15 | 14-16 | 106-105 |
| 9 jun | Nederland  | 3-0   | Japan    | 25-20 | 25-21 | 25-17 |       |       | 75-58   |

#### Week 3
| Datum  |        | Score |            | Set 1 | Set 2 | Set 3 | Set 4 | Set 5 | Totaal |
| ------ | ------ | ----- | ---------- | ----- | ----- | ----- | ----- | ----- | ------ |
| 14 jun | Canada | 3-0   | Zuid-Korea | 25-19 | 25-10 | 25-18 |       |       | 75-47  |
| 15 jun | Japan  | 3-1   | Finland    | 25-17 | 25-18 | 24-26 | 25-18 |       | 99-79  |
| 15 jun | Canada | 3-0   | Zuid-Korea | 25-23 | 25-20 | 25-20 |       |       | 75-63  |
| 16 jun | Japan  | 3-1   | Finland    | 23-25 | 25-21 | 25-19 | 25-22 |       | 98-87  |

#### Week 4
| Datum  |           | Score |          | Set 1 | Set 2 | Set 3 | Set 4 | Set 5 | Totaal  |
| ------ | --------- | ----- | -------- | ----- | ----- | ----- | ----- | ----- | ------- |
| 22 jun | Nederland | 2-3   | Portugal | 21-25 | 25-19 | 25-23 | 26-28 | 13-15 | 110-110 |
| 23 jun | Nederland | 3-0   | Portugal | 36-34 | 25-23 | 25-22 |       |       | 86-79   |

#### Week 5
| Datum  |            | Score |           | Set 1 | Set 2 | Set 3 | Set 4 | Set 5 | Totaal  |
| ------ | ---------- | ----- | --------- | ----- | ----- | ----- | ----- | ----- | ------- |
| 28 jun | Finland    | 1-3   | Canada    | 13-25 | 25-22 | 21-25 | 20-25 |       | 79-97   |
| 29 jun | Zuid-Korea | 1-3   | Nederland | 23-25 | 25-22 | 20-25 | 16-25 |       | 84-97   |
| 29 jun | Portugal   | 3-1   | Japan     | 25-22 | 20-25 | 26-24 | 25-15 |       | 96-86   |
| 29 jun | Finland    | 0-3   | Canada    | 23-25 | 22-25 | 17-25 |       |       | 62-75   |
| 30 jun | Zuid-Korea | 1-3   | Nederland | 20-25 | 22-25 | 25-21 | 20-25 |       | 87-96   |
| 30 jun | Portugal   | 2-3   | Japan     | 25-22 | 23-25 | 30-28 | 22-25 | 10-15 | 110-115 |

#### Week 6
| Datum |          | Score |            | Set 1 | Set 2 | Set 3 | Set 4 | Set 5 | Totaal  |
| ----- | -------- | ----- | ---------- | ----- | ----- | ----- | ----- | ----- | ------- |
| 5 jul | Finland  | 1-3   | Nederland  | 25-23 | 23-25 | 23-25 | 23-25 |       | 94-98   |
| 6 jul | Japan    | 1-3   | Canada     | 11-25 | 21-25 | 25-23 | 20-25 |       | 77-98   |
| 6 jul | Finland  | 3-1   | Nederland  | 25-19 | 26-24 | 20-25 | 25-20 |       | 96-88   |
| 6 jul | Portugal | 1-3   | Zuid-Korea | 18-25 | 25-22 | 23-25 | 21-25 |       | 87–97   |
| 7 jul | Japan    | 2-3   | Canada     | 23-25 | 25-23 | 27-25 | 18-25 | 7-15  | 100–113 |
| 7 jul | Portugal | 1-3   | Zuid-Korea | 32-34 | 23-25 | 25-21 | 26-28 |       | 106–108 |

## Eindronde
Alle wedstrijden vinden plaats in Mar del Plata, Argentinië.

### Groep D
|      |            |     | Wedstrijden | Wedstrijden | Sets | Sets | Sets  | Punten | Punten | Punten |
| Rank | Team       | Pnt | G           | V           | G    | V    | Ratio | V      | T      | Ratio  |
| ---- | ---------- | --- | ----------- | ----------- | ---- | ---- | ----- | ------ | ------ | ------ |
| 1    | Italië     | 6   | 2           | 0           | 6    | 2    | 3.000 | 192    | 173    | 1.110  |
| 2    | Bulgarije  | 3   | 1           | 1           | 4    | 4    | 1.000 | 187    | 191    | 0.979  |
| 3    | Argentinië | 0   | 0           | 2           | 2    | 6    | 0.333 | 181    | 196    | 0.923  |

| Datum  | Tijd  |            | Score |            | Set 1 | Set 2 | Set 3 | Set 4 | Set 5 | Totaal |
| ------ | ----- | ---------- | ----- | ---------- | ----- | ----- | ----- | ----- | ----- | ------ |
| 17 jul | 21:00 | Argentinië | 1-3   | Bulgarije  | 26-28 | 23-25 | 25-20 | 23-25 |       | 97-98  |
| 18 jul | 21:00 | Bulgarije  | 1-3   | Italië     | 18-25 | 25-18 | 22-25 | 24-26 |       | 89–94  |
| 19 jul | 20:00 | Italië     | 3-1   | Argentinië | 25-20 | 23-25 | 25-17 | 25-22 |       | 98–84  |

### Groep E
|      |          |     | Wedstrijden | Wedstrijden | Sets | Sets | Sets  | Punten | Punten | Punten |
| Rank | Team     | Pnt | G           | V           | G    | V    | Ratio | V      | T      | Ratio  |
| ---- | -------- | --- | ----------- | ----------- | ---- | ---- | ----- | ------ | ------ | ------ |
| 1    | Brazilië | 4   | 1           | 1           | 5    | 3    | 1.667 | 177    | 176    | 1.006  |
| 2    | Rusland  | 3   | 1           | 1           | 5    | 5    | 1.000 | 215    | 103    | 1.059  |
| 3    | Canada   | 2   | 1           | 1           | 3    | 5    | 0.600 | 172    | 185    | 0.930  |

| Datum  | Tijd  |          | Score |          | Set 1 | Set 2 | Set 3 | Set 4 | Set 5 | Totaal  |
| ------ | ----- | -------- | ----- | -------- | ----- | ----- | ----- | ----- | ----- | ------- |
| 17 jul | 17:30 | Brazilië | 2-3   | Rusland  | 17-25 | 25-23 | 25-22 | 19-25 | 11-15 | 97–110  |
| 18 jul | 17:30 | Rusland  | 2-3   | Canada   | 25-20 | 25-21 | 23-25 | 21-25 | 11-15 | 105–106 |
| 19 jul | 16:30 | Canada   | 0-3   | Brazilië | 18-25 | 28-30 | 20-25 |       |       | 66–80   |

### Laatste vier
|  | halve finale | halve finale |   |              | finale       | finale |
|  |              |              |   |              |              |        |
|  | 20 juli 2013 |              |   |              |              |        |
|  | Italië       | 1            |   |              |              |        |
|  | Rusland      | 3            |   |              |              |        |
|  |              |              |   |              |              |        |
|  |              |              |   |              | 21 juli 2013 |        |
|  |              |              |   |              | Rusland      | 3      |
|  |              | Brazilië     | 0 |              |              |        |
|  |              |              |   |              |              |        |
|  |              |              |   |              | derde plaats |        |
|  | 20 juli 2013 | 20 juli 2013 |   | 21 juli 2013 | 21 juli 2013 |        |
|  | Bulgarije    | 1            |   | Italië       | 3            |        |
|  | Brazilië     | 3            |   |              | Bulgarije    | 2      |

#### Halve finales
| Datum  | Tijd  |           | Score |          | Set 1 | Set 2 | Set 3 | Set 4 | Set 5 | Totaal |
| ------ | ----- | --------- | ----- | -------- | ----- | ----- | ----- | ----- | ----- | ------ |
| 20 jul | 16:30 | Italië    | 1-3   | Rusland  | 12-25 | 23-25 | 26-24 | 20-25 |       | 81–99  |
| 20 jul | 20:00 | Bulgarije | 1-3   | Brazilië | 12-25 | 17-25 | 25-23 | 16-25 |       | 70-98  |

#### Wedstrijd voor 3e plaats
| Datum  | Tijd  |        | Score |           | Set 1 | Set 2 | Set 3 | Set 4 | Set 5 | Totaal |
| ------ | ----- | ------ | ----- | --------- | ----- | ----- | ----- | ----- | ----- | ------ |
| 21 jul | 16:30 | Italië | 3-2   | Bulgarije | 21-25 | 25-21 | 25-20 | 21-25 | 15-7  | 107–98 |

#### Finale
| Datum  | Tijd  |         | Score |          | Set 1 | Set 2 | Set 3 | Set 4 | Set 5 | Totaal |
| ------ | ----- | ------- | ----- | -------- | ----- | ----- | ----- | ----- | ----- | ------ |
| 21 jul | 20:00 | Rusland | 3-0   | Brazilië | 25-23 | 25-19 | 25-18 |       |       | 75-61  |

## Eindrangschikking
| Rank | Team             |
| ---- | ---------------- |
|      | Rusland          |
|      | Brazilië         |
|      | Italië           |
| 4    | Bulgarije        |
| 5    | Canada           |
| 6    | Argentinië       |
| 7    | Duitsland        |
| 8    | Servië           |
| 9    | Iran             |
| 10   | Frankrijk        |
| 11   | Polen            |
| 12   | Verenigde Staten |
| 13   | Cuba             |
| 14   | Nederland        |
| 15   | Zuid-Korea       |
| 16   | Finland          |
| 17   | Portugal         |
| 18   | Japan            |

- Nummers 1 t/m 16 plaatsen zich automatisch voor de FIVB World League 2014
- Nummers 17 en 18 spelen kwalificaties voor de FIVB World League 2014